# Christopher Hartley
Sir Christopher Harold Hartley KCB CBE DFC AFC (* 31. Januar 1913 in Oxford; † 29. Juli 1998 ebenda) war ein britischer Luftwaffenoffizier der Royal Air Force, der zuletzt im Range eines Generalleutnants (Air Marshal) zwischen 1963 und 1966 stellvertretender Chef des Luftwaffenstabes (Deputy Chief of the Air Staff) sowie von 1967 bis 1970 Controller of Aircraft im Luftfahrtministerium beziehungsweise zuletzt im Technologieministerium war.

## Leben

### Fliegerische Ausbildung und Zweiter Weltkrieg
Hartley war der Sohn von Brigadegeneral Harold Hartley, der Lecturer für physikalische Chemie am Balliol College der University of Oxford war, sowie ein Enkel des Historikers Arthur Lionel Smith, der zwischen 1916 und 1924 Vorsteher (Master) des Balliol College war. Christopher Hartley selbst begann nach dem Besuch des renommierten Eton College ein Studium der Zoologie ebenfalls am Balliol College und nahm als Student an zoologischen Expeditionen nach Sarawak 1932 und Spitzbergen 1933 teil. 1934 trat er der Oxford University Air Squadron, der Flugstaffel der Universität bei. Im Anschluss setzte er sein Studium am King’s College der University of Cambridge fort und schloss dieses mit Auszeichnung ab. Nach einer weiteren zoologischen Forschungsexpedition nach Grönland 1937 wurde er Aushilfslehrer für Wissenschaften am Eton College.
Am 23. August 1938 wurde Hartley mit dem Dienstgrad eines Leutnants (Pilot Officer) in die Freiwillige Luftwaffenreserve RAFVR (Royal Air Force Volunteer Reserve) aufgenommen. In der Folgezeit absolvierte er Trainingsflüge an der  No. 5 Bombing and Gunnery School RAF, No. 6 Bombing and Gunnery School RAF und No. 7 Bombing and Gunnery School RAF und war schließlich selbst Ausbilder an der No. 2 Flying Training School RAF auf dem Militärflugplatz RAF Brize Norton. Nach Ausbruch des Zweiten Weltkrieges wurde er im September 1939 Pilot in der zur Royal Auxiliary Air Force (RAAF) gehörenden No. 604 (County of Middlesex)Squadron RAF. Nach seinen Beförderungen zum Oberleutnant (Flying Officer) am 23. Februar 1940 sowie zum Hauptmann (Flight Lieutenant) am 17. März 1941 wurde er Pilot und Fliegerischer Kommandeur der mit Jagdflugzeugen vom Typ Boulton Paul Defiant ausgestatteten No. 256 Squadron RAF auf dem Luftwaffenstützpunkt RAF Squires Gate. Anschließend folgte eine Verwendung als Pilot bei einer Abfangjäger-Einheit FIU (Fighter Interception Unit) sowie im Anschluss 1943 als Fluglehrer, Jagdflugzeugkontrolleur sowie schließlich als Kommandeur der Fliegerischen Einheit bei Ford of Britain. In dieser Zeit war er an operativen Einsätzen beteiligt, bei denen es der RAF gelang, einen Sturzkampfflugzeug vom Typ Junkers Ju 88 in den Besitz zu bekommen. Hierfür wurde ihm am 1. Januar 1944 das Air Force Cross (AFC) verliehen. Darüber hinaus wurde er für seine dortigen Verdienste am 8. Juni 1944 im Kriegsbericht erwähnt (Mentioned in dispatches). Nach einer kurzzeitige Verwendung im Stab der am 1. Oktober 1944 gegründeten Zentralen Jagdflugzeugeinrichtung CFE (Central Fighter Establishment) wurde er am 1. November 1944 Assistierender Leiter für technische Angelegenheiten der Nachrichtendienstabteilung im Luftwaffenstab. In dieser Verwendung wurde ihm am 26. Januar 1945 das Distinguished Flying Cross (DFC) verliehen.

### Stabsoffizier in der Nachkriegszeit
Nach dem Ende des Zweiten Weltkrieges blieb Hartley zunächst weiterhin im Luftwaffenstab tätig und im September 1945 als Berufssoldat (Permanent Commission) in die RAF aufgenommen. Am 1. Januar 1946 wurde er abermals im Kriegsbericht erwähnt und drei Monate später am 2. April 1946 zum Major (Squadron Leader) befördert, wobei diese Beförderung auf den 1. Januar 1945 zurückdatiert wurde. Nach dem Besuch des 17. Lehrgangs für Stabsoffiziere am RAF Staff College Bracknell wurde er 1. Juli 1947 zum Oberstleutnant (Wing Commander) befördert, wobei auch diese Beförderung auf den 1. Oktober 1946 zurückdatiert wurde. Nach einer darauffolgenden Verwendung in der Nachrichtendienstabteilung des Luftfahrtministeriums (Air Ministry) kehrte er zwischen 1949 und 1950 wieder zum RAF Staff College Bracknell zurück und war dort Offizier im Führungsstab. Während dieser Zeit wurde ihm am 9. Juni 1949 das Offizierskreuz des Order of the British Empire (OBE) verliehen.
Im Anschluss übernahm Hartley 1951 seinen ersten Befehlsposten, und zwar als Kommandeur (Commanding Officer) des zur 2. Taktischen Luftflotte 2TAF (RAF Second Tactical Air Force) gehörenden Luftwaffenstützpunktes RAF Wahn. Nach seiner Beförderung zum Oberst (Group Captain) am 1. Juli 1952 wurde er stellvertretender Leiter der Operationsabteilung für Lenkwaffen bei der zum Heimatluftwaffenkommando (RAF Home Command) gehörenden No. 61 Group RAF. Nach dem Besuch eines Stabsoffizier-Lehrgangs der NATO für Spezialwaffen war er Kommandeur des Ostsektors des RAF Home Command. Am 1. Januar 1957 wurde er Commander des Order of the British Empire (CBE).
Nachdem Hartley am 1. Juli 1958 zum Air Commodore befördert worden war, übernahm er am 1. August 1958 die Funktion als Senior Air Staff Officer (SASO) der No. 12 (Fighter) Group RAF und war damit Stabschef dieser Einheit.

### Aufstieg zum Air Marshal
Am 20. Juli 1959 übernahm Hartley schließlich als Nachfolger von Air Vice Marshal John Embling selbst den Posten als Kommandeur (Air Officer Commanding) der No. 12 (Fighter) Group RAF. Er erhielt dort am 1. Juli 1960 seine Beförderung zum Generalmajor (Air Vice Marshal) und verblieb auf diesem Posten bis zu seiner formellen Ablösung durch Air Vice Marshal Robert Bateson am 1. Juni 1961. Er selbst war bereits seit dem 1. Januar 1961 Assistierender Chef des Luftwaffenstabes für operative Anforderung (Assistant Chief of the Air Staff (Operational Requirements)). Am 10. Juni 1961 wurde er Companion des Order of the Bath.
Anschließend wurde Hartley am 5. Juni 1963 Nachfolger von Air Marshal Ronald Lees als stellvertretender Chef des Luftwaffenstabes (Deputy Chiefs of the Air Staff). Am 8. Juni 1963 wurde er zum Knight Commander des Order of the Bath (KCB) geschlagen und führte seither den Namenszusatz „Sir“. Nach dem Sieg der Labour Party bei den Unterhauswahlen am 15. Oktober 1964 signalisierte die neue Regierung unter Premierminister Harold Wilson die Intention, die weiteren Planungen für das einstrahlige senkrechtstartende Kampfflugzeug Hawker Siddeley P.1154, das Transportflugzeug Armstrong Whitworth AW.681 und das Aufklärungsflugzeug BAC TSR.2 aufzugeben. Daraufhin leitete er eine Gruppe, die in den USA alternative Flugzeugtypen testen sollte, um anschließend Verteidigungsminister Denis Healey Bericht zu erstatten. Aufgrund des Berichts fanden letztlich die Anschaffungen des zweistrahligen Kampfflugzeuges McDonnell F-4 sowie des Transportflugzeuges Lockheed C-130 statt. Er wurde in dieser Zeit am 1. Juli 1965 selbst zum Generalleutnant (Air Marshal) befördert und verblieb in dieser Funktion bis zu seiner Ablösung durch Air Vice Marshal Reginald Emson am 1. April 1966.
Im Anschluss wurde er 1966 Nachfolger des Luft- und RaumfahrttechnikIngenieurs Morien Morgan als Controller of Aircraft (CA) im Luftfahrtministerium (Ministry of Aviation) beziehungsweise nach dessen Auflösung am 15. Februar 1967 im Technologieministerium (Ministry of Technology). In dieser Position war er verantwortlich für die Belieferung der RAF mit lufttüchtigen Flugzeugen, woraufhin diese dann wiederum eine Freigabebescheinigung RTS (Release to Service) ausstellte, dass das jeweilige Flugzeug einsatzfähig ist. Daneben war er auch an Projekten für die zivile Luftfahrt beteiligt wie zum Beispiel beim umfangreichen internationalen Programm für die Aérospatiale-BAC Concorde 101/102. Am 1. September 1970 wurde Hartley als Controller of Aircraft durch Air Chief Marshal Peter Fletcher abgelöst und trat knapp einen Monat später am 29. September 1970 in den Ruhestand.
Kurz nach seinem Eintritt in den Ruhestand wurde Hartley 1971 Vorstandsmitglied des Flugzeugherstellers Westland Aircraft und gehörte diesem bis 1983 an. Daneben fungierte er zwischen 1974 und 1978 als Vorstandsvorsitzender sowie anschließend als stellvertretender Vorstandsvorsitzender der British Hovercraft Corporation. In dieser Zeit fielen einige wichtige Entscheidungen zu den V-Bomber-Einheiten der RAF, die dazu beitrugen, dass er dem Luftfahrtministerium die Kompetenz zur Durchführung größerer Projekte absprach.
Hartley war zweimal verheiratet. Seine erste, 1937 geschlossene Ehe mit Anne Sitwell wurde 1943 aufgelöst. Aus seiner zweiten, 1944 geschlossenen Ehe mit Margaret Watson, die 1989 verstarb, gingen zwei Söhne hervor.